# エルデネ・ゾー
エルデネ・ゾー（ Erdene Zuu monastery、モンゴル語：Эрдэнэ Зуу）は、モンゴル国ウブルハンガイ県にあるモンゴルで最古の寺院。オルホン渓谷は世界遺産に登録されている。

## 沿革・歴史
1586年、アブタイ・サイン・ハーンにより建立された。元が成立する以前のモンゴル帝国の首都であったカラコルムの故地に建てられている。カラコルムは1229年にオゴデイ・カアンによって再整備され、多くの建物が建ててられたが、1264年にクビライ・カアンが上都に遷都したことによって廃れていた。アブタイ・サイン・ハーンは、チベット仏教のダライ・ラマ3世スーナム・ギャツォ（ソナムギャムツォ）と交流し、モンゴル高原にチベット仏教を広めるため、エルデニ・ゾーを造営した。カラコルムの故地に造営されたため、寺の建物にはカラコルムの宮殿のものであった建築資材が使われているという。
社会主義のモンゴル人民共和国（1924年～1992年）が成立すると、宗教活動も制約を受け、1937～1938年のヨシフ・スターリン政権下では、寺域内の多くの建物が破壊され、15基の建物のみが残った。

## 寺域と建築
地域は420m×420mの白い仏塔と外壁で囲まれている。白い仏塔は各角に2つ、各辺に25あり、全部で108仏塔がある。
- ソボルガン塔：境内にある巨大な仏塔はソボルガン塔といい、堕落した僧侶たちを戒めるものといわれる。
- ラブラン・ゾー：ラブラン・ゾーは18世紀に信者たちの寄進で完成した。

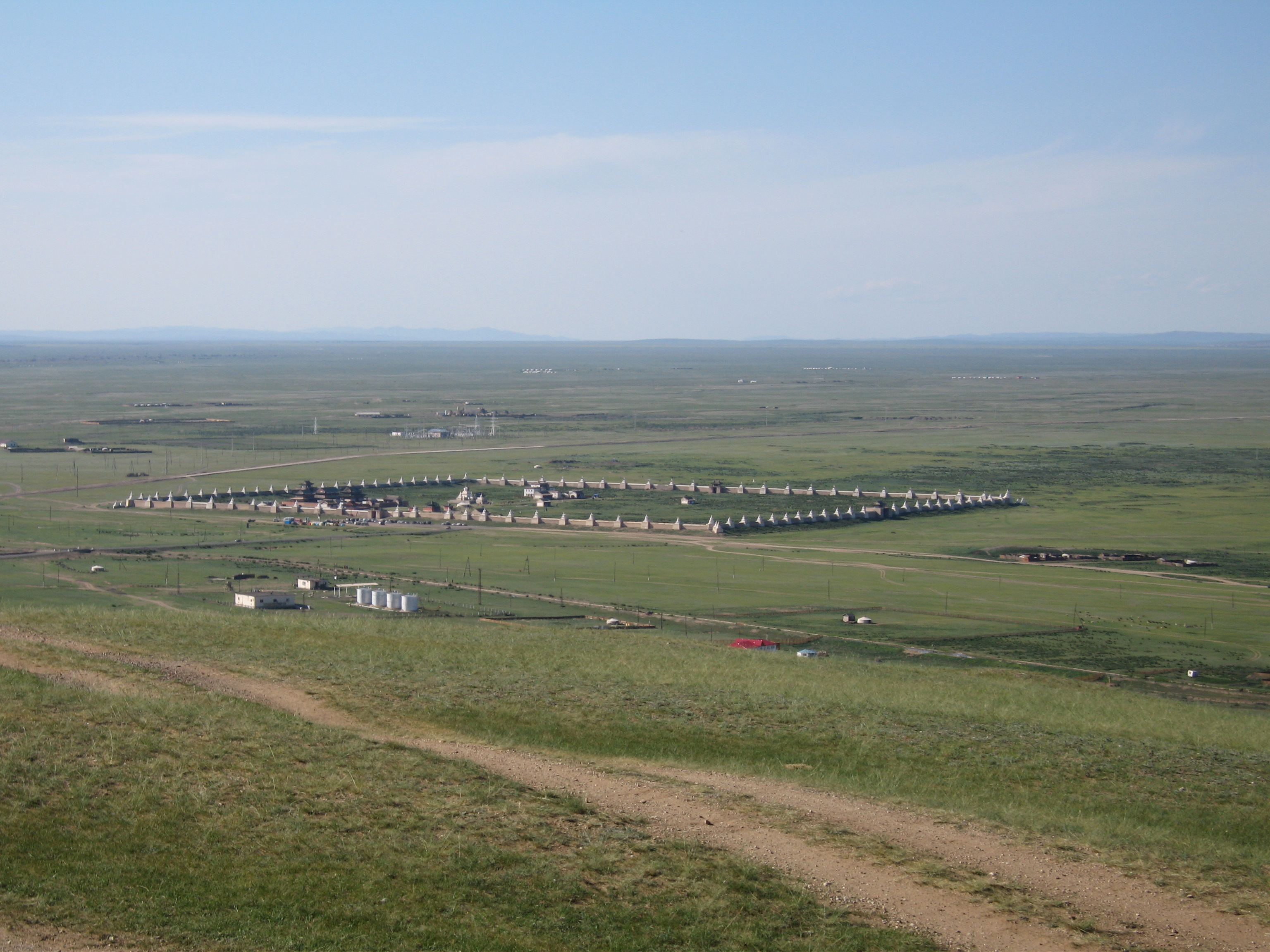
遠景

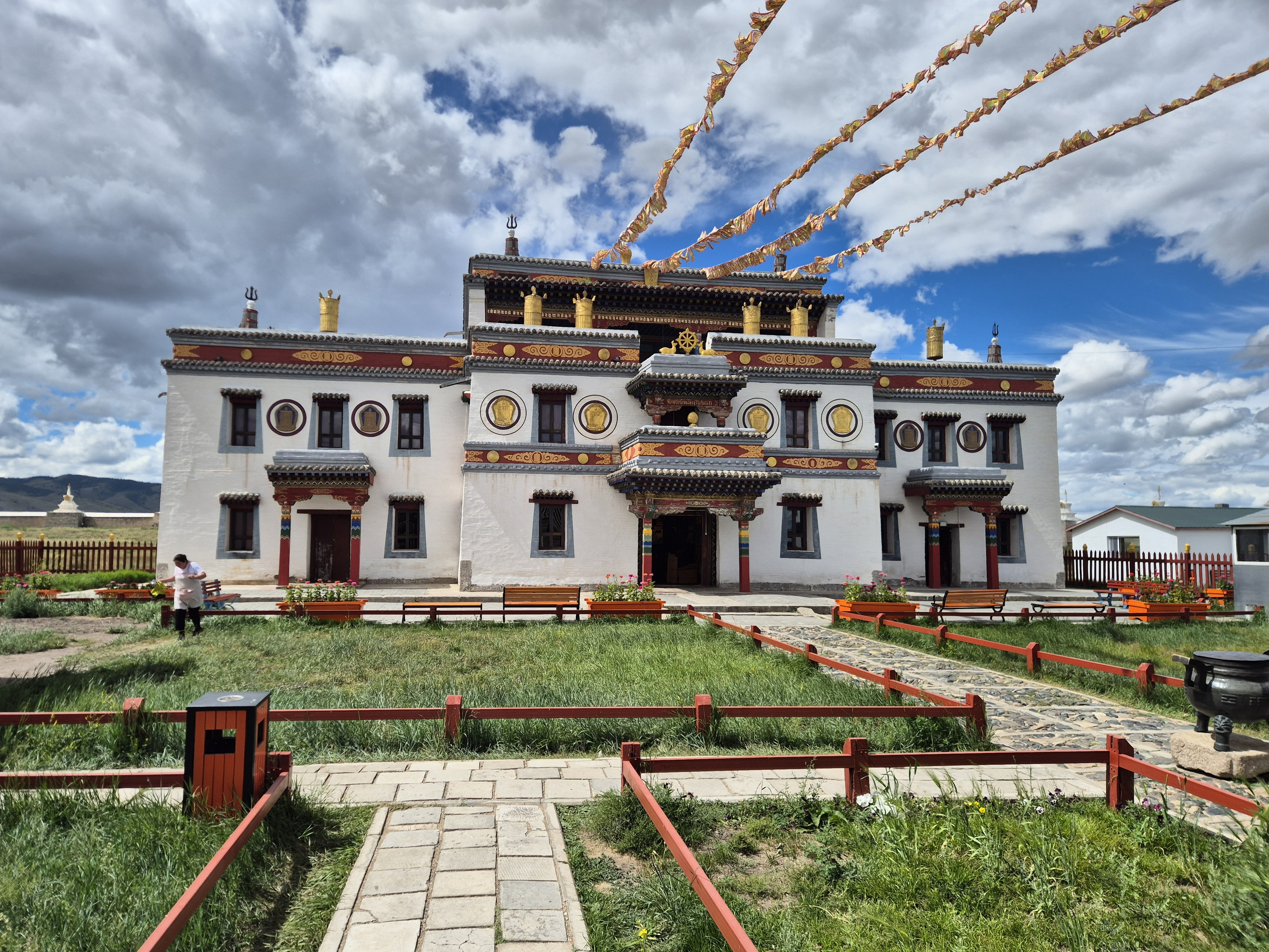
ラブラン・ゾー

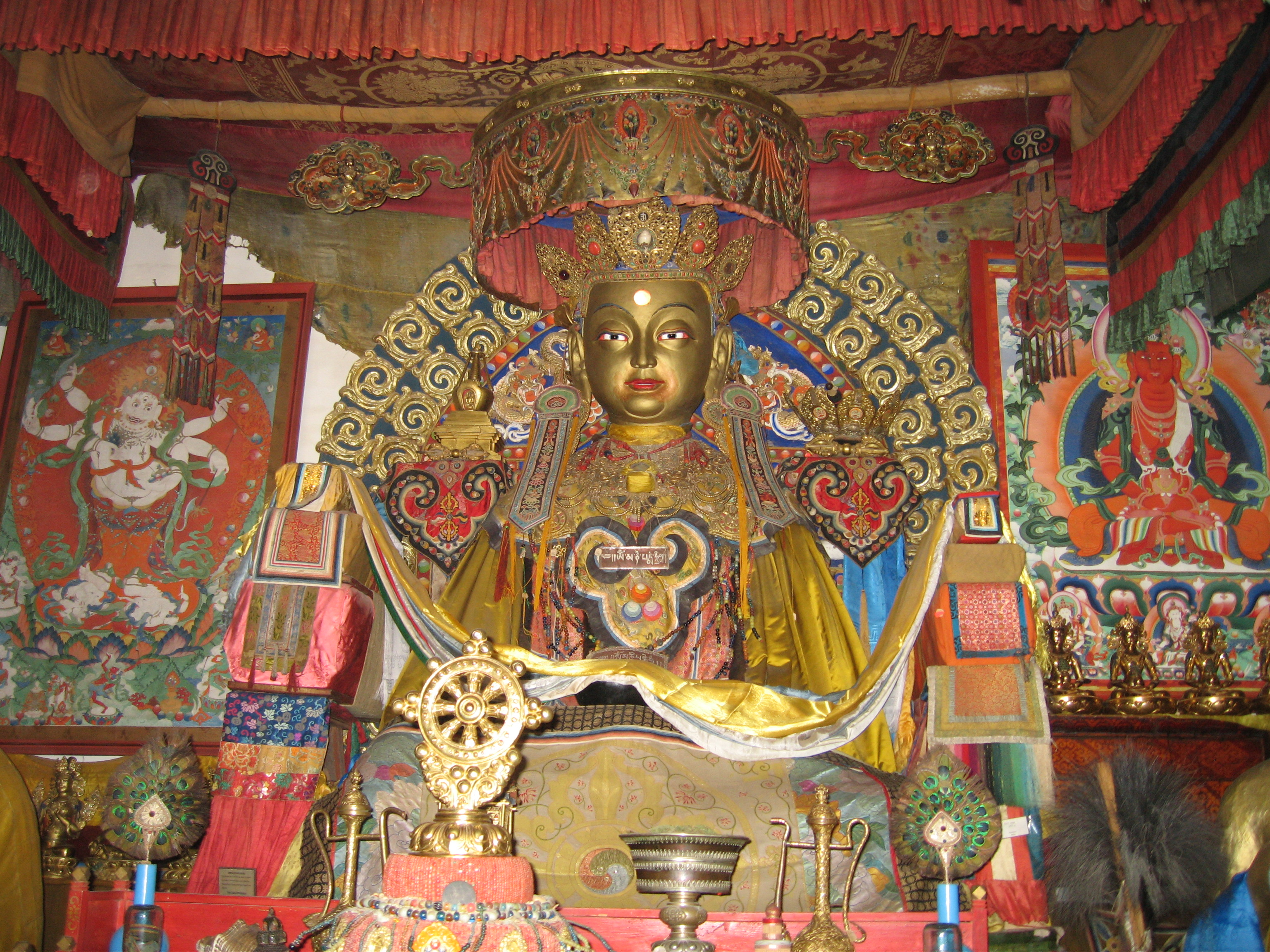
仏陀像

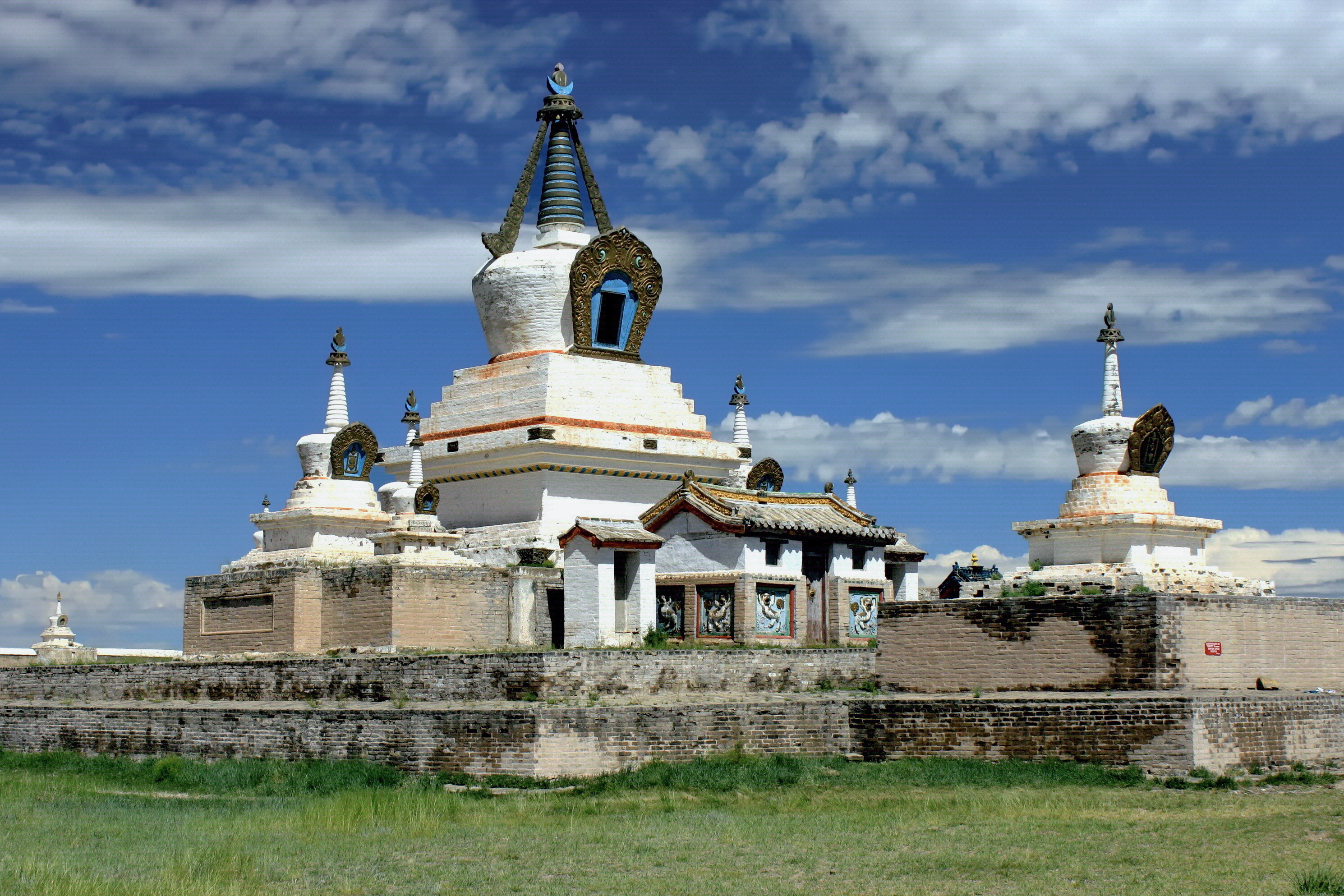
ソボルガン塔

## 博物館
寺域外にカラコルム博物館がある。エルデネ・ゾーに限らず、同地の通史的な展示がある。